# Сербін Юрій Сергійович
Ю́рій Сергі́йович Се́рбін (нар. 5 березня 1949, село Провідєніє, Хабаровський край, Росія) — український політик. Народний депутат України 1-го, 5-го та 6-го скликань. Член партії ВО «Батьківщина» (з 2005).

## Освіта
У 1978 році закінчив факультет теплогазопостачання Харківського інженерно-будівельного інституту за фахом «інженер-будівельник». З 1991 до 1995 року навчався в аспірантурі Науково-дослідного економічного інституту.

## Кар'єра
- З серпня 1967 — працював робітником у будівельному тресті № 5 міста Воронеж.
- З липня 1968 — був робітником ЦЕММ у тресті «Красноармійськвугілля» у Донецькій області.
- З вересня 1968 — працював слюсарем на донецькому заводі «Сантехдеталь».
- З січня 1970 — працював слюсарем, майстром, виконробом, старшим виконробом, головним інженером сумського будівельного управління 507.
- З березня 1981 — був начальником Сумського будівельного управління «Спецбуд».
- З квітня 1983 — головний інженер, а з лютого 1984 — керівник тресту «Шостхімбуд» в місті Шостка.
- З травня 1990 — Голова Шосткинської міської ради та міськвиконкому.
- З жовтня 1991 — Голова підкомісії з питань інвестиційної політики, економіки та організації будівництва, заступник Голови Комісії Верховної Ради України з питань будівництва, архітектури та житлово-комунального господарства.
- З липня 1992 — Перший заступник Міністра інвестицій і будівництва України[1].
- Грудень 1992 — липень 1994 — Міністр будівництва та архітектури України[2][3].
- З серпня 1994 — президент Київського АТ «Газпром».

## Сім'я
- Батько Сергій Васильович (1910–2000) — військовослужбовець.
- Мати Марія Григорівна (1922–2005).
- Дочка Наталія (1 квітня 1974)
- Син Андрій (1982)

## Інше
Дійсний член Академії будівництва України (з листопада 1998).
Автор книги «Предательство или почему Резун защищает Гитлера» (2000).
Володіє німецькою мовою.
Захоплюється шахами, полюванням, театром.

## Політична діяльність

### Партійність
Член КПРС (1976–1991), 1990–1991 — 1-й секретар Шосткинського міського комітету КПУ. Був членом об'єднання «Нова Україна». Член НДП (1997–1999), член Політради НДП (червень 1997–1999). Член президії, голова Ради колегій УРП «Собор» (грудень 1999 — листопад 2005).

### Парламентська діяльність
Народний депутат України 1-го скликання з 15 травня 1990 до 10 травня 1994 за Шосткинським виборчим округом № 348 Сумської області. 1-й тур: з'явилося 79.4 %, «за» 30.0 %. 2-й тур: з'явилося 67.0 %, «за» 54.2 %. 6 суперників (основний — Ю. О. Буреєв, народився 1942, головний інженер Шосткинського НВО «Свема», член КПРС. 1-й тур — 21.8 %, 2-й тур — 37.6 %). На час виборів: керівник тресту «Шостхімбуд», член КПРС. Керівник фракції «Нова Україна». Член Комісії з питань будівництва, архітектури та житлово-комунального господарства, голова узгоджувальної комісії з питань приватизації.
Березень 1994 — кандидат в народні депутати України за Ямпільським виборчим округом № 355 Сумської області. 1-й тур — 9.88 %, 4 місце з 6 претендентів.
Народний депутат України 5-го скликання з 25 травня 2006 до 12 червня 2007 від «Блоку Юлії Тимошенко», № 96 в списку. На час виборів: генеральний директор ТОВ «Екобуд», безпартійний. Член фракції «Блок Юлії Тимошенко» (з 25 травня 2006). Голова Комітету з питань будівництва, містобудування і житлово-комунального господарства (з 18 липня 2006). 12 червня 2007 достроково припинив свої повноваження під час масового складення мандатів депутатами-опозиціонерами з метою проведення позачергових виборів до Верховної Ради України.
Народний депутат України 6-го скликання з 23 листопада 2007 до 12 грудня 2012 від «Блоку Юлії Тимошенко», № 81 в списку. Член партії ВО «Батьківщина». Член фракції «Блок Юлії Тимошенко» (з 23 листопада 2007). Заступник голови Комітету з питань будівництва, містобудування і житлово-комунального господарства та регіональної політики (з 26 грудня 2007).

## Нагороди, державні ранги
Заслужений будівельник України (з травня 1994).